# P2RY13
P2Y purinoceptor 13 je protein koji je kod ljudi kodiran  genom.
Proizvod ovog gena, P2Y13, je član familije G-protein spregnutih receptora. Ova familija ima nekoliko tipova receptora sa različitom farmakološkom selektivnosti za razne adenozinske i uridinske nukleotide. Oni se preklapaju u nekim slučajevima. Endogeni ligand ovog receptora je ADP. Dve transkriptne varijante koje kodiraju isti protein su poznate.

## Literatura
1. ↑  Wittenberger T, Schaller HC, Hellebrand S (2001). „An expressed sequence tag (EST) data mining strategy succeeding in the discovery of new G-protein coupled receptors”. J Mol Biol. 307 (3): 799—813. PMID 11273702. doi:10.1006/jmbi.2001.4520.
2. ↑  Lee DK, Nguyen T, Lynch KR, Cheng R, Vanti WB, Arkhitko O, Lewis T, Evans JF, George SR, O'Dowd BF (2001). „Discovery and mapping of ten novel G protein-coupled receptor genes”. Gene. 275 (1): 83—91. PMID 11574155. doi:10.1016/S0378-1119(01)00651-5.
3. 1 2  „Entrez Gene: P2RY13 purinergic receptor P2Y, G-protein coupled, 13”.

## Dodatna literatura
- Communi D; Gonzalez NS; Detheux M;  . (2001). „Identification of a novel human ADP receptor coupled to G(i).”. J. Biol. Chem. 276 (44): 41479—85. PMID 11546776. doi:10.1074/jbc.M105912200.
- Zhang FL; Luo L; Gustafson E;  . (2002). „P2Y(13): identification and characterization of a novel Galphai-coupled ADP receptor from human and mouse.”. J. Pharmacol. Exp. Ther. 301 (2): 705—13. PMID 11961076. doi:10.1124/jpet.301.2.705.
- Takeda S; Kadowaki S; Haga T;  . (2002). „Identification of G protein-coupled receptor genes from the human genome sequence.”. FEBS Lett. 520 (1–3): 97—101. PMID 12044878. doi:10.1016/S0014-5793(02)02775-8.
- Strausberg RL; Feingold EA; Grouse LH;  . (2003). „Generation and initial analysis of more than 15,000 full-length human and mouse cDNA sequences”. Proc. Natl. Acad. Sci. U.S.A. 99 (26): 16899—903. PMC 139241 . PMID 12477932. doi:10.1073/pnas.242603899.

## Spoljašnje veze
- „P2Y Receptors: P2Y13”. IUPHAR Database of Receptors and Ion Channels. International Union of Basic and Clinical Pharmacology. Архивирано из оригинала 03. 03. 2016. г.